# Светско првенство у атлетици на отвореном 2011 — 100 метара за мушкарце
Трка на 100 метара у мушкој конкуренцији на Светском првенству у атлетици 2011. у Тегуу одржана је 27. и 28. августа на стадиону Тегу.
Асафа Пауел овогодишњи светски лидер повукао се из трке због повреде препоне, 25. августа 2011.
Победник трке био је Јохан Блејк (Јамајка, који је постао најмлађи светски првак на 100 метара са 21 годину и 245 дана. Бранилац титуле светски рекордер Јусејн Болт је дисквалификован у финалу због погрешног старта. Ово је било прво светско првенство на коме се примењивало правило дисквалификације код првог погрешног старта.
Квалификације су уведене на овом првенству, да би најбољи учесници који нису постигли квалификациону норму за пласман на Светско првенство за 100 м могли да се такмиче у каснијим фазама такмичења. Овакав систем је смањио такмичење за такмичаре са нормом на три кола, за разлику од традиционалног које је имало четири. Ким Кук Јонг (једини учесник домаћина) је дисквалификован у квалификацијама због првог погрешног старта. Ово је ново правило (први пут на светском првенству) да се такмичар дисквалификује одмах после првог погрешног старта. (раније је могао да понови старт још једном). Најбржи је био Абдурахим Харун из Чада, Кеирон Роџерс је оборио национални рекорд Ангвиле, док је најспорији био представник Америчке Самое Согелау Тувалу у времену 15,6 секунди, али је тим резултатом постигао нови лични рекорд.
У првом колу такмичења по групама најбрже време (10,10), имао је Јусејн Болт победивши у 7. групи, док су његови сународници са Јамајке освојила три прва места свако у својој од укупно седам група. Остали победници били су Кристоф Леметр, Ким Колинс и Волтер Дикс.
У првом полуфиналу, Јохан Блејк био је први такмичар који је на првенству трчао испод 10 секунди. Болт је освојио другу трку са (10,05) колико је имао и Колинс и постао најстарија финалиста свих времена у трци на 100 метара на светским првенствима. Француз Жими Вико је постао тек други јуниорски атлетичар свих времена који се на светским првенствима квалификовао у финале трке на 100 м, након Дарела Брауна из Тринидада и Тобага коме је то успело на 2003. Најистакнутији тачмичари којима није успело да се квалификују за финале били су:освајач сребрне олимпијске медаље Ричард Томпсон (најбржи такмичар те године са 9,85 секунди) и олимпијски победник 2004. Џастин Гатлин. Двејн Чејмберс (финалиста 2009.) је дисквалификован због погрешног старта, а тркача који су у сезони имали време испод 9,9 секунди Мајкл Фратер и Нгонидзаше Макуша такође нису успели да уђу у финале.
На самом старту финалне трке бранилац титуле Јусејн Болт је дисквалификован због погрешног старта. Јохан Блејк је направио благи покрет раменом, а Болт је стартовао и напустио стартни блок. У његовом одсуству, трку је до половине стазе водио Ким Колинс, међутим, Блејк је био најбржи у другом делу, преузео вођство и освојио златну медаљу са временом од 9,92 секунде и ветром од -1,4 м / с. Волтер Дикс стиже други испред Колинса за само 0,01 сек. Бронза је припала Колинсу који је постао најстарији (5. април 1976 — 28. јун 2011) освајач медаље свих времена на светским првенствима у трци на 100 метара.

## Земље учеснице
Учествовало је 74 такмичара из 61 земље.
| - 1. Авганистан (1) - 2. Америчка Самоа (1) - 3. Ангвила (1) - 4. Антигва и Барбуда (1) - 5. Аруба (1) - 6. Бахаме (1) - 7. Барбадос (2) - 8. Бразил (1) - 9. Буркина Фасо (1 - 10. Канада (1) - 11. Чад (1) - 12. Колумбија (1) - 13. Комори (1) - 14. Република Конго (1) - 15. Обала Слоноваче (1) - 16. Доминиканска Република(1) - 17. Естонија (1) - 18. Микронезија (1) - 19. Француска (2) - 20. Гамбија (1) - 21. Гана (1) | - 22. Уједињено Краљевство (3) - 23. Хонгконг (1) - 24. Индонезија (1) - 25. Република Ирска (1) - 26. Јамајка (4) - 27. Кирибати (1) - 28. Јужна Кореја (1) - 29. Киргистан (1) - 30. Лаос (1) - 31. Летонија (1) - 32. Либерија (1) - 33. Литванија (1) - 34. Малезија (1) - 35. Малта (1) - 36. Мауританија (1) - 37. Мароко (1) - 38. Науру (1) - 39. Непал (1) - 40. Холандија (1) - 41. Нигерија (2) | - 42. Северна Маријанска острва (1) - 43. Норвешка (1) - 44. Палау (1) - 45. Пољска (1) - 46. Сент Китс и Невис (1) - 47. Самоа (1) - 48. Сан Марино (1) - 49. Сао Томе и Принсипе (1) - 50. Сингапур (1) - 51. Соломонова Острва (1) - 52. Јужноафричка Република (1) - 53. Шпанија (1) - 54. Суринам (1) - 55. Швајцарска (1) - 56. Тонга (1) - 57. Тринидад и Тобаго (3) - 58. Тувалу (1) - 59. САД (3) - 60. Замбија (1) - 61. Зимбабве (2) |

## Освајачи медаља
|                     |                 |                              |
| Јохан Блејк Јамајка | Волтер Дикс САД | Ким Колинс Сент Китс и Невис |

## Рекорди пре почетка Светског првенства 2011.
26. август 2011.
| Светски рекорд             | 9,58  | Јусејн Болт             | Јамајка     | Берлин, Немачка    | 16. август 2009. |
| Рекорд светских првенстава | 9,58  | Јусејн Болт             | Јамајка     | Берлин, Немачка    | 16. август 2009. |
| Најбољи резултат сезоне    | 9,78  | Асафа Пауел             | Јамајка     | Лозана, Швајцарска | 30. јун 2011.    |
| Европски рекорд            | 9,85  | Франсис Обиквелу        | Португалија | Атина, Грчка       | 22. август 2004. |
| Северноамерички рекорд     | 9,58  | Јусејн Болт             | Јамајка     | Берлин, Немачка    | 16. август 2009. |
| Јужноамерички рекорд       | 10,00 | Робсон Каетано да Силва | Бразил      | Мексико , Мексико  | 22. јул 1988.    |
| Афрички рекорд             | 9,85  | Олусоџи Фасуба          | Нигерија    | Доха, Катар        | 12. мај 2006.    |
| Азијски рекорд             | 9,99  | Самјуел Франсис         | Катар       | Аман, Јордан       | 26. јул 2007.    |
| Океански рекорд            | 9,93  | Патрик Џонсон           | Аустралија  | Мито, Јапан        | 5. мај 2003.     |

### Најбољи резултати у 2011. години
Десет најбржих атлетичара 2011. године је пре почетка светског првенства (26. августа 2011) заузимало следећи пласман. Од њих 10 петорица су са Јамајке, 2 из САД, и по 1 из Зимбабвеа, Француске и Тринидада. Од њих десет, Американци Тајсон Геј (повреда) и Мајкл Роџерс (позитивна допинг контрола), те Јамајканци Стив Малингс (позитивна допинг контрола) и Асафа Пауел (повреда) неће учествовати у трци на Светском првенству.
| 1  | Асафа Пауел       | Јамајка           | 9,78 | 30. јун 2011.    |
| 2  | Тајсон Геј        | Сједињене Државе  | 9,79 | 4. јун 2011.     |
| 3  | Стив Малингс      | Јамајка           | 9,80 | 4. јун 2011.     |
| 4  | Мајк Роџерс       | Сједињене Државе  | 9,85 | 4. јун 2011.     |
| 4  | Ричард Томпсон    | Тринидад и Тобаго | 9,85 | 13. август 2011. |
| 6  | Мајкл Фрејтер     | Јамајка           | 9,88 | 30. јун 2011.    |
| 6  | Јусејн Болт       | Јамајка           | 9,88 | 22. јул 2011.    |
| 8  | Нгонидзаше Макуша | Зимбабве          | 9,89 | 10. јун 2011.    |
| 9  | Неста Картер      | Јамајка           | 9,90 | 4. јун 2011.     |
| 10 | Кристоф Леметр    | Француска         | 9,92 | 29. јул 2011.    |

Такмичари чија су имена подебљана учествовали су на СП 2011.

## Квалификационе норме
| А норма | Б норма |
| ------- | ------- |
| 10,18   | 10,25   |

## Сатница
| Датум            | Време | Коло          |
| ---------------- | ----- | ------------- |
| 27. август 2011. | 12:55 | Квалификације |
| 27. август 2011. | 21:45 | Четвртфинале  |
| 28. август 2011. | 18:30 | Полуфинале    |
| 28. август 2011. | 20:45 | Финале        |

## Резултати

### Квалификације
У четвртфинале иду по три првопласирана из сваке групе (КВ) и један такмичар са најбољим временом (кв).
Ветар:
Група 1: +1,7 м/с, Група 2: +1,2 м/с, Група 3: -1,3 м/с, Група 4: -0,9 м/с, Група 5: -1,3 м/с
| Пласман | Група | Атлетичар                 | Националност              | Време | Нап.   |
| ------- | ----- | ------------------------- | ------------------------- | ----- | ------ |
| 1.      | 1     | Абдурахим Харун           | Чад                       | 10,44 | КВ, ЛР |
| 2.      | 2     | Чи Хо Цуи                 | Хонгконг                  | 10,45 | КВ     |
| 3.      | 1     | Кеирон Роџерс             | Ангвила                   | 10,55 | КВ, НР |
| 4.      | 3     | Жерар Кобеане             | Буркина Фасо              | 10,64 | КВ     |
| 5.      | 2     | Мухамед Фадлин            | Индонезија                | 10,70 | КВ     |
| 6.      | 3     | Џеронимо Гоелое           | Аруба                     | 10,73 | КВ, ЛР |
| 7.      | 3     | Фу И Јео                  | Сингапур                  | 10,76 | КВ     |
| 8.      | 4     | Мухамед Нур Имран А Хађи  | Малезија                  | 10,77 | КВ     |
| 9.      | 1     | Јирген Темен              | Суринам                   | 10,84 | КВ     |
| 10.     | 3     | Деливерт Арсене Кимбембе  | Република Конго           | 10,85 | кв     |
| 11.     | 4     | Дмитриј Иљин              | Киргистан                 | 10,86 | КВ     |
| 12.     | 2     | Тилак Рам Тару            | Непал                     | 11,00 | КВ,ЛР  |
| 13.     | 4     | Муџиб Тојб                | Комори                    | 11,07 | КВ     |
| 14.     | 4     | Карл Фаруџија             | Малта                     | 11,21 |        |
| 15.     | 4     | Франсис Маниору           | Соломонова Острва         | 11,28 | ЛРС    |
| 16.     | 2     | Родман Телтул             | Палау                     | 11,31 | ЛР     |
| 17.     | 1     | Џорџ Пајн                 | Кирибати                  | 11,34 | ЛРС    |
| 18.     | 1     | Китаванах Коунтавонг      | Лаос                      | 11,42 | ЛР     |
| 18.     | 4     | Федерико Горијери         | Сан Марино                | 11,42 |        |
| 20.     | 1     | Џошуа Џеремаја            | Нуру                      | 11,44 | ЛР     |
| 21.     | 3     | Џосеп Анди Луи            | Тонга                     | 11,48 |        |
| 22.     | 3     | Бледи Џари                | Либерија                  | 11,49 | ЛР     |
| 23.     | 2     | Мухамед Хасем Ахмед Талед | Мауританија               | 11,50 | ЛР     |
| 24.     | 1     | Окилани Тинилау           | Тувалу                    | 11,58 |        |
| 25.     | 1     | Кристофер Лима Да Коста   | Сао Томе и Принсипе       | 11,61 | ЛР     |
| 26.     | 2     | Масуд Азизи               | Авганистан                | 11,64 | ЛРС    |
| 27.     | 2     | Џон Хауард                | Микронезија               | 11,71 | ЛРС    |
| 28.     | 3     | Ах Чонг Сам Чонг          | Самоа                     | 12,36 | ЛР     |
| 29.     | 3     | Орин Огуморо Фармин       | Северна Маријанска острва | 12,60 | ЛР     |
| 30.     | 4     | Согелау Тувалу            | Америчка Самоа            | 15,66 | ЛР     |
|         | 2     | Ким Кук Јонг              | Јужна Кореја              | Диск. |        |

### Четвртфинале
У полуфинале су се пласирала по три првопласирана из сваке групе (КВ) и још три такмичара са најбољим веременом (кв).
Ветар:
Група 1: -1,7 м/с, Група 2: -1,7 м/с, Група 3: -1,0 м/с, Група 4: -1,3 м/с, Група 5: -1,2 м/с, Група 5: -1,3 м/с, Група 6: -1,2 м/с
| Пласман | Група | Атлетичар                | Националност           | Време | Нап. |
| ------- | ----- | ------------------------ | ---------------------- | ----- | ---- |
| 1.      | 6     | Јусејн Болт              | Јамајка                | 10,10 | КВ   |
| 2.      | 4     | Јохан Блејк              | Јамајка                | 10,12 | КВ   |
| 3.      | 1     | Ким Колинс               | Сент Китс и Невис      | 10,13 | КВ   |
| 4.      | 3     | Кристоф Леметр           | Француска              | 10,14 | КВ   |
| 5.      | 2     | Волтер Дикс              | САД                    | 10,25 | КВ   |
| 5.      | 4     | Жими Вико                | Француска              | 10,25 | КВ   |
| 7.      | 5     | Неста Картер             | Јамајка                | 10,26 | КВ   |
| 7.      | 7     | Мајкл Фрејтер            | Јамајка                | 10,26 | КВ   |
| 9.      | 2     | Хари Ејкинс-Арити        | Уједињено Краљевство   | 10,28 | КВ   |
| 9.      | 6     | Двејн Чејмберс           | Уједињено Краљевство   | 10,28 | КВ   |
| 11.     | 3     | Џастин Гатлин            | САД                    | 10,31 | КВ   |
| 11.     | 4     | Нгонидзаше Макуша        | Зимбабве               | 10,31 | КВ   |
| 13.     | 1     | Трел Кимонс              | САД                    | 10,32 | КВ   |
| 13.     | 2     | Кестон Бледман           | Тринидад и Тобаго      | 10,32 | КВ   |
| 13.     | 3     | Чуранди Мартина          | Холандија              | 10,32 | КВ   |
| 16.     | 4     | Џастин Ворнер            | Канада                 | 10,33 | кв   |
| 16      | 7     | Џајсума Саиди Ндуре      | Норвешка               | 10,33 | КВ   |
| 18.     | 1     | Ричард Томпсон           | Тринидад и Тобаго      | 10,34 | КВ   |
| 18.     | 5     | Данијел Бејли            | Антигва и Барбуда      | 10,34 | КВ   |
| 18.     | 3     | Марлон Девониш           | Уједињено Краљевство   | 10,34 | кв   |
| 21.     | 7     | Даријуш Кућ              | Пољска                 | 10,36 | КВ   |
| 22.     | 6     | Анхел Давид Родригез     | Шпанија                | 10,37 | КВ   |
| 23.     | 2     | Ендру Хајндс             | Барбадос               | 10,41 | кв   |
| 24.     | 5     | Азиз Уади                | Мароко                 | 10,42 | КВ   |
| 24.     | 5     | Ритис Сакалаускас        | Литванија              | 10,42 |      |
| 24.     | 4     | Рамон Гитенс             | Барбадос               | 10,42 |      |
| 27.     | 7     | Рето Шенкел              | Швајцарска             | 10,44 |      |
| 28.     | 4     | Бен Јусеф Меите          | Обала Слоноваче        | 10,45 |      |
| 29.     | 7     | Арон Армстронг           | Тринидад и Тобаго      | 10,48 |      |
| 30.     | 1     | Суваибу Санех            | Гамбија                | 10,50 |      |
| 31.     | 1     | Роналдс Арајс            | Летонија               | 10,52 |      |
| 32.     | 5     | Марек Нит                | Естонија               | 10,53 |      |
| 32.     | 6     | Симон Магакве            | Јужноафричка Република | 10,53 |      |
| 34.     | 6     | Нилсон Андре             | Бразил                 | 10,54 |      |
| 35.     | 5     | Азиз Закари              | Гана                   | 10,55 |      |
| 36.     | 2     | Џејсон Смит              | Ирска                  | 10,57 |      |
| 36.     | 2     | Ого-Огене Егверо         | Нигерија               | 10,57 |      |
| 38.     | 1     | Питер Емелијезе          | Нигерија               | 10,58 |      |
| 39.     | 4     | Жерар Кобеане            | Буркина Фасо           | 10,59 |      |
| 40.     | 6     | Џералд Фири              | Замбија                | 10,60 |      |
| 41.     | 3     | Карлос Рафаел Хорхе      | Доминиканска Република | 10,62 |      |
| 41.     | 7     | Алваро Гомез             | Колумбија              | 10,62 |      |
| 43.     | 3     | Габријел Мвумвуре        | Зимбабве               | 10,63 |      |
| 44.     | 7     | Чи Хо Цуи                | Хонгконг               | 10,65 |      |
| 45.     | 6     | Абдураим Харун           | Чад                    | 10,72 |      |
| 46.     | 5     | Мохамад Нур Имран Хади   | Малезија               | 10,75 |      |
| 47.     | 2     | Џеронимо Гоелое          | Аруба                  | 10,84 |      |
| 48.     | 5     | Фу И Јео                 | Сингапур               | 10,85 |      |
| 49.     | 1     | Деливерт Арсене Кимбембе | Република Конго        | 10,94 |      |
| 49.     | 4     | Јирген Темен             | Суринам                | 10,94 |      |
| 51.     | 3     | Кејрон Роџерс            | Ангвила                | 10,96 |      |
| 52.     | 2     | Мохамед Фадлин           | Индонезија             | 11,00 |      |
| 52.     | 3     | Дмитриј Иљин             | Киргистан              | 11,00 |      |
| 54.     | 6     | Муџиб Тоуб               | Комори                 | 11,12 |      |
| 55.     | 7     | Тилак Рам Тару           | Непал                  | 11,32 |      |
|         | 1     | Адријан Грифит           | Бахами                 | Диск. |      |

### Полуфинале
У финале су се пласирала по два атлетичара из сваке групе (КВ) и два такмичара са најбољим врееменом (кв).
Ветар:
Група 1: -0,4 м/с, Група 2: -1,0 м/с, Група 3: -8,8 м/с
| Пласман | Група | Атлетичар            | Националност         | Време | Нап.    |
| ------- | ----- | -------------------- | -------------------- | ----- | ------- |
| 1.      | 1     | Јохан Блејк          | Јамајка              | 9,95  | КВ, ЛРС |
| 2.      | 1     | Волтер Дикс          | САД                  | 10,05 | КВ      |
| 2.      | 2     | Јусејн Болт          | Јамајка              | 10,05 | КВ      |
| 4.      | 3     | Ким Колинс           | Сент Китс и Невис    | 10,08 | КВ      |
| 5.      | 1     | Жими Вико            | Француска            | 10,10 | кв      |
| 6.      | 2     | Кристоф Леметр       | Француска            | 10,11 | КВ      |
| 7.      | 1     | Данијел Бејли        | Антигва и Барбуда    | 10,14 | кв      |
| 7.      | 1     | Кестон Бледман       | Тринидад и Тобаго    | 10,14 |         |
| 9.      | 3     | Неста Картер         | Јамајка              | 10,16 | КВ      |
| 10.     | 2     | Ричард Томпсон       | Тринидад и Тобаго    | 10,20 |         |
| 11.     | 2     | Трел Кимонс          | САД                  | 10,21 |         |
| 11.     | 2     | Џајсума Саиди Ндуре  | Норвешка             | 10,21 |         |
| 13.     | 2     | Мајкл Фрејтер        | Јамајка              | 10,23 |         |
| 13.     | 3     | Хари Ејкинс-Арити    | Уједињено Краљевство | 10,23 |         |
| 13.     | 3     | Џастин Гатлин        | САД                  | 10,23 |         |
| 16.     | 2     | Марлон Девониш       | Уједињено Краљевство | 10,25 |         |
| 17.     | 3     | Нгонидзаше Макуша    | Зимбабве             | 10,27 |         |
| 18.     | 3     | Чуранди Мартина      | Холандија            | 10,29 |         |
| 19.     | 1     | Ендру Хајндс         | Барбадос             | 10,32 |         |
| 20.     | 3     | Азиз Уади            | Мароко               | 10.45 |         |
| 21.     | 3     | Џастин Ворнер        | Канада               | 10,47 |         |
| 22.     | 1     | Анхел Давид Родригез | Шпанија              | 10,49 |         |
| 23.     | 2     | Даријуш Кућ          | Пољска               | 10,51 |         |
|         | 1     | Двејн Чејмберс       | Уједињено Краљевство | Диск. |         |

### Финале
Ветар:
Финале -1,4 м/с
| Пласман | Стаза | Атлетичар      | Националност      | Време | Нап. |
| ------- | ----- | -------------- | ----------------- | ----- | ---- |
|         | 6     | Јохан Блејк    | Јамајка           | 9,92  | ЛРС  |
|         | 4     | Волтер Дикс    | САД               | 10,08 |      |
|         | 3     | Ким Колинс     | Сент Китс и Невис | 10,09 |      |
| 4.      | 8     | Кристоф Леметр | Француска         | 10,19 |      |
| 5.      | 2     | Данијел Бејли  | Антигва и Барбуда | 10,26 |      |
| 6.      | 1     | Жими Вико      | Француска         | 10,27 |      |
| 7.      | 7     | Неста Картер   | Јамајка           | 10,95 |      |
|         | 5     | Јусејн Болт    | Јамајка           | Диск. |      |